# David Ier Strathbogie

David Ier Strathbogie (mort à Tunis le 6 août 1270), membre de la famille de Strathbogie, est le 8e comte d'Atholl vers 1260 à sa mort.

## Famille
David est le fils de  John de Strathbogie († vers 1260) descendant de Duncan II comte de Fife et Ada d'Atholl, suo jure Comtesse d'Atholl depuis 1247. Elle est elle même la fille de la  comtesse Forbhlaith ou Forueleth (1242-1247), et de David Hastings († 1247).David succède à son père, comte d'Atholl de jure uxoris vers 1260
Avant 1266 David épouse en secondes noces  Isabella Chilham (morte en 1292), fille de Richard de Douvres seigneur de Chilham et petite fille de Richard FitzRoy, un bâtard du roi Jean sans Terre. Son père est le  3e époux de  Matilda  comtesse d'Angus. Après la mort de son frère Richard († avant le 10 janvier 1266) Isabelle hérite de domaines dans le  Kent et à Douvres dont la baronnie de  Chilham, avec le manoir de  Chingford, en Essex. En 1270, les époux  font donation du second aux Chevaliers du Temple avec l'accord du roi. David meurt à Tunis (ou Carthage) lors de la  Huitième croisade, comme le roi  Louis IX de France

## Postérité
À sa mort son fils John Strathbogie 9e comte d'Atholl, encore mineur est placé sous la garde du second époux de sa mère Alexander Balliol de Cavers jusqu'à sa majorité en 1284

## Sources
- (en) Alan Orr Anderson, Early Sources of Scottish History A.D 500–1286, vol. 1 & 2, Stamford, Paul Watkins, 1990 (ISBN 1-871615-03-8)
- (en) G.W.S. Barrow, Robert Bruce and the Community of the Realm of Scotland, Edinburgh, E.U.P 4e édition, 2005, 531 p. (ISBN 9-780748-620227).
- (en) John L. Roberts, Lost Kingdoms Celtic scotland and the Middle Ages, Edinburgh, Edinburgh University Press, 1997 (ISBN 0748609105)
- (en) Fiona Watson, Oxford Dictionary of National Biography, Oxford University Press, 2004, « Strathbogie, John of, ninth earl of Atholl (c.1260–1306) ».